# Веселівське родовище вогнетривких глин
Веселівське родовище вогнетривких глин — в Донецькій обл. — єдина в країні сировинна база біло-випальних вогнетривких глин для фарфоро-фаянсової промисловості. Запаси вищих сортів практично вичерпані.
Встановлено, що в дружківській групі на Абрамському і Грузькому родовищах вогнетривких глин з прогнозними запасами до 20 млн т можна розраховувати на виявлення вищих сортів, в тому числі і що біло-випальні різновиди.